# Forsvundet til Halloween
Forsvundet til Halloween er en dansk eventyrfamiliespillefilm fra 2021 instrueret af Philip Th. Pedersen, skrevet af Pelle Møller. Filmen er den første danske halloweenfilm nogensinde. Filmen var nomineret til Robert-pris for årets børne- og ungdomsfilm i 2022.

## Handling
Filmen handler om et søskendepar, hvis Halloween-fejring bliver anderledes end nogensinde før. Søskendeparret Asger og Petra har for nylig mistet deres far, og det er nu første halloween uden ham. Samtidig er Asger og deres nabo Esther gledet fra hinanden og har mistet deres gamle venskab, og der er nu lagt op til en lidt anspændt aften. Men da Petra pludselig forsvinder sporløst, må Asger og Esther stå sammen om at finde den forsvundne lillesøster. De tager ud i den skøre halloween-aften, og i deres søgen efter Petra støder de på drengen Svend, udklædte zombier, tricktyve og alverdens udfordringer, inden de ender foran det uhyggelige hus, hvor den onde heks bor. Mon det lykkes dem at finde Petra, inden forældrene opdager, at hun er væk?

## Medvirkende
- Jakob Fauerby som Tyv
- Lise Baastrup som Mary
- Simon Sears som Vikar
- Marijana Jankovic som Tina Lindqvist
- Sami Darr som John
- Hannah Glem Zeuthen som Petra Lindqvist
- Storm Exner Fjæstad som Asger Lindqvist
- Katinka Evers-Jahnsen som Esther
- Max Kaysen Høyrup som Svend